# Блэр, Тони
Сэр Э́нтони Чарлз Ли́нтон Блэр (англ. Anthony Charles Lynton Blair; род. 6 мая 1953, Эдинбург) — британский политический и государственный деятель, бывший лидер Лейбористской партии Великобритании, премьер-министр Великобритании с 1997 по 2007 год.
Сторонник идей нового лейборизма. Рекордсмен среди британских лейбористов по продолжительности пребывания во главе партии. В XX веке только Маргарет Тэтчер и Тони Блэр оставались у власти в течение трёх всеобщих избирательных кампаний.

## Образование
Тони Блэр родился в шотландском городе Эдинбурге в семье юриста. В детстве три года прожил в Австралии.
Отец постарался дать своим детям хорошее образование, которое бы отвечало всем запросам того времени. С 1961 по 1966 год посещал частную школу певчих при Даремском соборе, вместе с Роуэном Аткинсоном, будущим актёром и исполнителем роли мистера Бина. Тони, по описаниям, был прилежным учеником, подававшим большие надежды, однако запомнился он преподавателям совсем не этим, а своей замечательной улыбкой, которая всегда была на его лице. У будущего политика было множество увлечений, друзья, однако в 10 лет его семье пришлось переехать из просторного дома в скромную и тесную квартирку, покинуть частную школу, так как у отца случился инсульт и он не мог больше содержать большое хозяйство, оплачивать дорогостоящее обучение.
Потом Тони Блэр поступил в привилегированную частную школу Феттес-колледж в Эдинбурге. В Феттесе Тони не отличался примерным поведением, он ненавидел официальную форму одежды, которая была обязательной для всех учащихся, подражая Мику Джаггеру ходил в джинсах и отращивал длинные волосы. Учителя постоянно жаловались на него, потому что он мешал проводить занятия.
В 1971—1972 году Тони Блэр уехал в Лондон, чтобы попробовать себя в рок-музыке перед изучением юриспруденции в Сент-Джонс колледже Оксфордского университета. Студентом Тони Блэр был вокалистом в группе Ugly Rumours. В 1975 году получил диплом второй простой степени (II pass degree) бакалавра права.
После окончания колледжа вступил в Лейбористскую партию. В 1976 году стал членом Линкольнс-Инн как ученик барристера. Летом 1976 года Тони отправился во Францию и работал в баре отеля в Париже.

## Начало политической деятельности
В 1975 году, после окончания университета, преподавал право в Оксфорде, после чего стал работать в адвокатской конторе Дэрри Ирвина, близкого друга, одного из руководителей Лейбористской партии Джона Смита, под влиянием которого Тони Блэр начал политическую деятельность. В 1983 году он занял только что созданное место в Парламенте, представляя Сиджфилдский округ — шахтёрский регион на севере. Активно включившись в партийную борьбу, будущий премьер занимался журналистикой и в 1987—1988 годах вел собственную колонку в «Таймс». В 1988 году в возрасте 35 лет вошёл в теневой кабинет лейбористов. Карьера быстро шла в гору, и в 1992 году Блэра избрали в исполнительный комитет партии.

## Во главе партии
Активный и амбициозный политик, Блэр быстро шагал по ступеням партийной иерархии. 21 июля 1994 года Тони Блэр после 11 лет парламентской деятельности становится самым молодым лидером Лейбористской партии за всю её историю. Тогда ему был всего 41 год. Блэр стал для лейбористов лидером, в большой степени решившим исход парламентских выборов 1997 года в пользу своей партии. Он оставался на своём партийном посту до июня 2007 года, когда его сменил его соперник и единомышленник, неолейборист Гордон Браун.

## Премьерство
На парламентских выборах 1997 года Блэр набрал большинство голосов. 2 мая 1997 года стал премьер-министром Великобритании. Сменил на посту консерватора Джона Мейджора, чем прервал 18-летний период правления партии тори.
Переизбирался на выборах 2001 и 2005 годов.
В 2003 году Тони Блэр принял решение о начале военной операции против Ирака под ложным предлогом наличия у этой страны оружия массового поражения.
10 мая 2007 года Тони Блэр объявил, что 27 июня подаст королеве прошение об отставке с поста премьера. Заранее определённым преемником Блэра стал канцлер казначейства шотландец Гордон Браун.
Известен как премьер-министр, наиболее лояльный к США.

### Социальная политика
Программа социальных преобразований «новых лейбористов» была направлена на обеспечение и сохранение социальной справедливости и стабильности британского общества. Теоретической основой модернизации страны выступила концепция «третьего пути» (Third Way), разработанная главным советником Тони Блэра Энтони Гидденсом. «Третий путь», согласно Блэру — это поиск альтернативы, компромисса и соединение двух элементов: рыночной экономики и всеобщей социальной справедливости в сочетании с повышенным вниманием к человеческому фактору.
Одним из основных векторов в социальной политике «новых лейбористов» являлась гендерная программа, в основе которой лежала необходимость равенства в обществе, что способствовало бы устойчивому демократическому развитию. Своё внимание лейбористы сосредоточили на проблеме женской занятости и проблеме гендерного неравенства на рынке труда, которая наиболее проявляется в разрыве в заработной плате между мужским и женским населением (на 1997 год почасовые заработки женщин составляли 80,2 % почасовых заработков мужчин, а в 2004 году они поднялись до 82 %).
После подписания обновлённой версии Европейской социальной хартии в 1997 году Великобритания объявила о новых направлениях в социальной политике. Так, британские рабочие получили право на оплачиваемый трехнедельный отпуск, а с 1999 года — четырёхнедельный; было принято решение о том, что продолжительность сверхурочных работ отныне не должна превышать 8 часов.
В 2003 году в правительстве была создана должность министра по делам детей, молодежи и семей с широким кругом полномочий. В результате местные органы власти обязаны были предоставлять необходимую помощь семьям с детьми, особенно неблагополучными. В марте 2004 года был принят «Билль о детях», который подразумевал обеспечение достойного уровня жизни детей, а также меры по оказанию им достаточной помощи. Более того, были увеличены детские пособия для семей с низкими доходами (в 2004 году пособия на первого ребёнка составляли 16,50 ф. ст. в неделю, на каждого последующего — 11,05 ф. ст.) и выделено 6 млрд ф. ст. для борьбы с детской бедностью. Также для живущих в наиболее бедных районах Великобритании детей была разработана программа «Уверенный старт» (Sure Start), которая подразумевала создание яслей, посещение педагогами бедных семей с маленькими детьми, информирование родителей по вопросам детского воспитания.
В 1998 году Блэр разработал новую программу развития образования. Было объявлено о пересмотре школьных программ с упором на индивидуальные способности детей и ориентацией на их будущую профессиональную деятельность. Реформа образования сопровождалась введением в вузах Уэльса и Англии дополнительной платы в размере 1 тыс. ф. ст. («гонорар за наставничество»); Шотландия отказалась от данного нововведения. В 2000 году было решено взять курс на то, чтобы каждая школа имела определённую специализацию, иначе говоря, свой ethos. Кроме этого, Великобритания была поделена на 25 региональных зон образовательной активности (Education action areas) и для каждой было выделено 750 тыс. ф. ст.

### Семейная политика
При правительстве Тони Блэра начался активный процесс легализации однополых отношений в законодательстве. Уже в январе 2000 года был отменён запрет на приём в армию людей с нетрадиционной сексуальной ориентацией. После отмены запрета геи могли спокойно служить в армии. Закон вызвал критику со стороны ряда военных и политиков, включая Маргарет Тэтчер. По сообщениям британских газет, недовольство приёмом геев в армию выразил муж королевы Елизаветы — Филипп.
С 5 сентября 2001 года в четырёх городах Великобритании — Лондоне, Брайтоне, Манчестере и Ливерпуле — уже были введены однополые гражданские партнёрства на уровне городских законодательных актов. Эти союзы признавались только властями данных городов.
В 2003 году был принят новый Акт о половых преступлениях, в соответствии с которым из английского законодательства были полностью убраны понятия «содомии» и «грубой непристойности».
18 ноября 2003 года была отменена статья 28 закона о местном самоуправлении Великобритании от 1988 года, которая запрещала пропаганду гомосексуализма в школах (первая попытка отмены поправки была 7 февраля 2000 года, но она провалилась в Палате лордов; 21 июня 2000 года поправку удалось отменить в Шотландии, но она осталась на территории остальной Великобритании). Королева Елизавета II дала Королевскую санкцию на отмену статьи (королевская санкция была дана ещё 18 сентября 2003 года).
1 декабря 2003 года в трудовом законодательстве была введена статья, запрещающая дискриминацию работников по признаку сексуальной ориентации. В то же время статья не распространялась на пенсионные права и религиозные организации.
10 февраля 2004 года Палата лордов одобрила законопроект о легализации операций по смене пола, а 25 мая его одобрила Палата общин. 1 июля этого же года была получена королевская санкция, а 4 апреля 2005 года закон вступил в силу. Принятие закона подверглось критике со стороны ряда консервативных политиков и организаций.
17 ноября 2004 года парламент Великобритании принял закон о гражданских партнёрствах для однополых пар, а 5 декабря 2005 года закон вступил в силу по всей стране. Закон встретил критику со стороны Англиканской церкви и ряда политиков от Консервативной и Лейбористской партии, хотя большинство в этих партий поддержали этот закон. Также закон разрешил однополым парам усыновлять детей в Англии и Уэльсе, за что подвергся яростной критике со стороны Маргарет Тэтчер.
В 2007 году в Блэтчли-парке (Лондон) был открыт памятник Алану Тьюрингу — знаменитому математику и шифровальщику, осужденного на химическую кастрацию за гомосексуализм в начале 1950-х годов.

### Сьерра-Леоне
В 2000 году Тони Блэр отправил в Сьерра-Леоне 1500 британских военнослужащих, которые взяли на себя защиту столицы страны Фритауна от повстанческой армии «Объединённого революционного фронта».
30 мая 2007 года Тони Блэр был торжественно провозглашён верховным вождем Сьерра-Леоне. Новое звание формально даёт Тони Блэру право заседать в парламенте Сьерра-Леоне. Таким образом, как сообщает The Daily Telegraph, власти страны отметили его роль в прекращении гражданской войны.

## После отставки
В день отставки, 27 июня 2007 года, назначен спецпосланником мира Квартета по ближневосточному урегулированию.
В январе 2008 года назначен старшим советником и членом совета по международным делам компании JPMorgan Chase. Также Блэр работает советником финансовой группы «Цюрих Файнэншиал».
В июле 2009 года Тони Блэр объявил о стратегическом партнёрстве с Даремским университетом вслед за заключением аналогичных партнёрств с Йельским университетом и Национальным Университетом Сингапура, с тем, чтобы создать глобальную сеть двенадцати ведущих исследовательских университетов для продвижения его Инициативы веры и глобализации (Faith and Globalization Initiative) в сотрудничестве с Фондом веры Тони Блэра (Tony Blair Faith Foundation).
С начала 2010 года Блэр является советником владельца французской группы компаний LVMH Бернара Арно. С осени 2011 года Тони Блэр консультировал по вопросам экономических реформ президента Казахстана Нурсултана Назарбаева.
1 мая 2017 года Тони Блэр объявил, что из-за Брексита возвращается в большую политику. «Brexit стал для меня прямой мотивацией более активно заниматься политикой. Нужно выполнять эту работу, и я буду это делать», — сказал он. При этом членом парламента он становиться не планирует.

## Семья
Женат с 1980 года. Супруга — урождённая Шери Бут, по образованию юрист, дочь британского актёра Тони Бута и, по некоторым данным, дальняя родственница Джона Уилкса Бута (убийцы Линкольна).
Они познакомились в конце 1970-х годов в Париже. У них трое сыновей (Юэн, Ники и Лео) и дочь Кэтрин. Последний ребёнок — Лео — родился 20 мая 2000 года.

## Награды

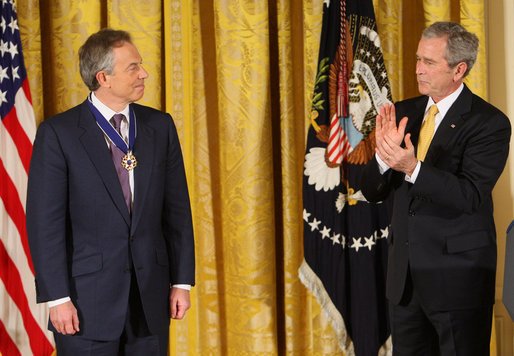
Блэр получает Президентскую медаль Свободы из рук президента США Буша

- Международная премия им. Карла Великого (Германия, 1999)[23].
- Золотая медаль Конгресса (США, 2003)[24]. Получена лично на заседании Конгресса США[25].
- Орден Свободы (Косово, 2004)[26]. Вручена президентом Косово Фатмиром Сейдиу[27].
- Орден «Стара-планина» с лентой (Болгария, 12 октября 2007)[28]
- Почётная степень доктора права от Университета Квинс в Белфасте (Великобритания, 2008)[29][30].
- Премия Дэна Дэвида (Израиль, 2009)[31].
- Президентская медаль Свободы (США, 2009)[32]. Вручена президентом США Джорджем Бушем в Белом доме в Вашингтоне[33].
- Филадельфийская медаль Свободы (США, 2010)[34]. Вручена бывшим президентом США Биллом Клинтоном в Национальном центре конституции[англ.] в Филадельфии[35][36].
- Орден Бояки с Большим крестом специальной степени (Колумбия, 2011)[37][38]
- Орден Подвязки (2022)[39]

## В художественной литературе и кино
В 2007 году Роберт Харрис написал роман «Призрак», в котором Тони Блэр был изображён в образе премьера Адама Ланга, британского премьера под влиянием ЦРУ. В 2010 году состоялась премьера фильма «Призрак», снятого Романом Полански по книге.
Майкл Шин сыграл роль Тони Блэра трижды: в телефильме «Сделка» 2003 года, в фильме «Королева» 2006 года и в телефильме «Особые отношения» 2010 года. В пятом и шестом сезонах сериала «Корона» роль Блэра исполнил Берти Карвел.